# Sanatorium d'Alsemberg
 (juin 2021).
Si vous disposez d'ouvrages ou d'articles de référence ou si vous connaissez des sites web de qualité traitant du thème abordé ici, merci de compléter l'article en donnant les références utiles à sa vérifiabilité et en les liant à la section « Notes et références ».
Le sanatorium d’Alsemberg aussi nommé le sanatorium de Georges Brugmann, est situé en Belgique dans la commune de Beersel en région Flamande, à Alsemberg. Son nom provient de son commanditaire, Georges Brugmann, qui était banquier et mécène. Il a consacré d'importants moyens au développement d'hôpitaux dont un don de 600 000 francs belges pour la construction du sanatorium.
Le bâtiment a été conçu par l'architecte Georges Vellut qui a également conçu la cité Jouêt-Rey à Etterbeek. Depuis 1998, le bâtiment est loué à la Croix-Rouge par le CPAS bruxellois et est devenu un centre d'accueil pour demandeurs d'asile.

## Histoire

### Construction
Georges Edmond Brugmann est un banquier et mécène bruxellois né à Verviers le 18 octobre 1829 et mort à Uccle le 22 novembre 1900. Il possédait une immense fortune qu'il partagera au service de multiples causes. Georges Edmund Brugmann mettra une partie de son argent pour le développement d'hôpitaux, centres de convalescence ou encore hospices pour personnes âgées. L'asile de vieillards de l'Église protestante, l'hospice des vieillards des Ursulines et l'hôpital Brugmann, tous deux dépendants des Hospices de Bruxelles, lui doivent en partie leur construction et leur développement. La moitié de la somme qu'il avait légué au Conseil des hospices, servira à la construction d'un nouvel hôpital (CHU Brugmann) destiné à remédier à l'obsolescence des installations existantes de Saint-Pierre et Saint-Jean.

### Architecte
Georges Vellut (1866-1961). Il fut l'un des associés aux Hospices civils de Bruxelles (aujourd'hui OCMW). Il est également l'auteur de la Cité Jouët-Rey, à Etterbeek (1909-1910).

### Chronologie
- 1905 : Conception de l'édifice.
- 1909 : Fin de la construction.
- 1909-1935 : Utilisation comme sanatorium, seuls les patients curables sont traités.
- 1935-1950 : Utilisation comme sanatorium, patients curables et incurables.
- 1951-1996 : Utilisation comme centre médical pour infections respiratoires.
- 1961 : Restructurations et extension de l'infrastructure.
- 1998-… : Fonctionne comme centre d'accueil pour demandeurs d'asile, géré par la Croix-Rouge.

## Architecture

### Implantation et aspect paysager
Situé le long de la Sanatoriumstraat à Alsemberg, dans la commune de Beersel, le complexe est composé de plusieurs bâtiments. Le sanatorium en est le principal, parallèle à la rue. Il dispose d'une maison du médecin directeur, d'une maison du concierge, d'un local à machines et d'une morgue. Anciennement, le château d'eau d'Alsemberg se situait dans la propriété[réf. nécessaire]. Depuis le sanatorium, on peut percevoir le Gasthuisbos au sud qui a été planté au cours du XXe siècle. La façade sud offre une vue dégagée sur le bois et sa proximité offre un renouvellement d'air dans les solariums, ainsi que dans le bâtiment. L'ensemble du sanatorium en incluant les différents édifices et le site fait environ 3 ha et le Gasthuisbos au sud est un domaine boisé de 8 ha. 

### Composition architecturale
Le sanatorium Georges Brugmann, de style cottage, est constitué du bâtiment principal, de la maison du médecin-directeur, de l'habitation du concierge et de locaux s'y attenant pour stocker les outils ainsi que la centrale électrique. Le bâtiment principal est composé d'un bloc rectangulaire reliant le bâtiment par lequel on peut accéder depuis la rue au nord et les ailes sud, avec leurs accès secondaires. Ce bloc comprenait l'administration, les locaux médicaux et les locaux de ménages. Au sud de ce bâtiment, les deux ailes symétriques sont reliés par un long couloir donnant sur les dortoirs et les sanitaires. Le plan des étages est le même, l'occupation spatiale l'est aussi. Les pièces orientées au sud sont des chambres pour les malades contrairement aux espaces au nord qui étaient occupés par des fonctions différentes à chaque étage. On y retrouvait les membres du personnel tel que les médecins, les infirmiers, les cuisiniers, etc.

Façade sud du sanatorium

Les façades sont symétriques, elles sont composées de terrasses, balcons, escaliers et des cures de chaque côté de la rotonde, celle-ci déterminant le milieu de la façade sud. La symétrie et l'accès central facilite la distribution du bâtiment principal malgré sa taille. Les fonctions sont semblables, les ailes sont divisées par les salles de réunions et aux extrémités on apercevoir sur la façade les solariums.

### Construction, matériaux et structure
Le sanatorium a été construit en 1905 sur un plan d'étage allongé parallèles à la rue. Il est construit (comme le reste du complexe) en brique rouge-jaune, avec un socle en pierre bleue, un toit en tuiles rouges et des façades surplombées par corniches soutenues par une structure en bois peinte en blanc. La structure du bâtiment est simple, chaque étage se superpose de manière identique et repose sur la cave où se trouvaient les réserves et la chaufferie. 

### Façade et enveloppe
Les façades du bâtiment principal sont rythmées par des fenêtres rectangulaires avec des linteaux en pierre qui se superposent de la même manière à chaque étage. La façade nord est sur trois étages et l'entrée depuis la rue est indiquée par un abri. La façade sud est sur deux étages. Elle possède deux entrées qui étaient réservées aux visiteurs. L'aile des dortoirs se compose de 25 travées surplombées de la toiture éclairée par plusieurs chiens-assis tout le long de l'aile. La façade au-dessus de la rotonde dispose d'un 3e étage et de trois plus grands chiens-assis.  Au coin des deux façades de l'aile principale recevant les chambres, un escalier de secours en métal blanc a vu le jour dans les années 1960. 
Les façades de la maison du directeur, plus au sud dans la propriété, sont interrompues par des fenêtres rectangulaires et cintrées. On retrouve des lucarnes dans le toit. La façade nord abrite l'entrée sous un auvent en bois, tandis que la façade orientée à l'est est délimitée par une terrasse en bois avec un balcon à l'étage supérieur. Au coin des deux façades, un escalier de service avec une main courante en métal mène au sous-sol. Les façades sud et ouest sont finies avec des carreaux de façade. Ces tuiles sont posées verticalement pour protéger celle-ci de l'humidité provenant des arbres du Gasthuisbos. 
La maison du jardinier est une construction en brique rouge de cinq travées et ayant seulement un étage et une toiture en tuiles rouges. Les fenêtres sont composées d'arcs droits. Les ouvertures murales en arc de cercle au dernier étage ont une finition similaire. 
Les façades sont également en briques rouges sur des socles en pierre bleue, délimitées par des corniches en bois sur entretoises. Le bâtiment à l'est étant l'ancienne morgue est dépourvu de fenêtres mais reçoit une lumière zénithale pour éclairer lors des autopsies faites dans les années 1980. 
Ces bâtiments sont aujourd'hui en très mauvais état en raison de leur non-entretien depuis 2010.

### Espace intérieur
La partie centrale du sanatorium sert de charnière et connecte l'ensemble du bâtiment, il se compose de trois étages ayant cinq baies. Contre celui-ci un réfectoire en brique semi-circulaire a été construit en 1961. Le volume centrale était occupé par les locaux de la cuisine au rez-de-chaussée, des locaux médicaux au première étage et au deuxième par une salle de réunion ainsi que les chambres des infirmières. Au sud du bâtiment, deux entrées avec des escaliers mènent aux deux ailes, qui se développent de manière identique et symétrique des deux côtés de la rotonde. Les pièces de façade sud font face au jardin et au bois du domaine. Elles étaient entièrement occupées par les chambres des patients et, au rez-de-chaussée, des terrasses ensoleillées sur toute la longueur étaient prévues pour les patients. Un espace de réunion possédant une baie vitrée et une terrasse s'étendait des deux côtés du couloir principal. Les autres baies sont sobres et uniformément agencées. Les fenêtres à arcs segmentés étaient couplées par paire. Sur la façade nord de le long couloir relie toutes les pièces. Plus tardivement, deux extensions possédant des douches, des baignoires et des toilettes ont été ajoutées.

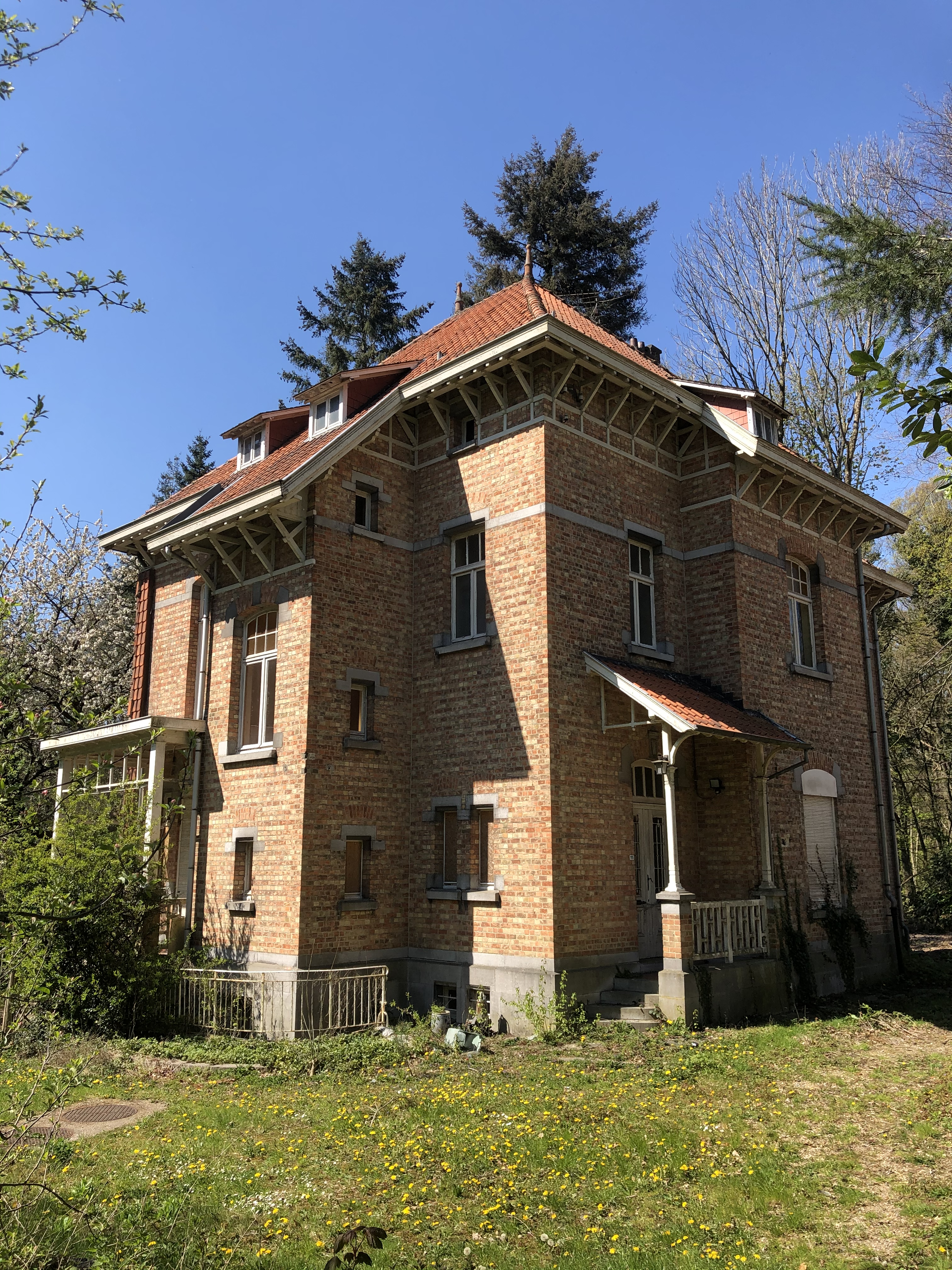
Maison du médecin-directeur

Aux deux extrémités du sanatorium se trouvent des galeries de cures sous des toits en tuiles rouges. Les malades y passaient une grande partie de la journée pour respirer l'air pur de la vallée. À l'origine, ces galeries étaient ouvertes et supportées par une charpente en bois. Maintenant, elles sont fermées par des murs en briques possédant de grandes percements rectangulaires. 
Au 3e étage prenaient place les locaux de réserve, stock, matériel, certains laboratoires ou salles de rééducation. Il existait une salle de réunion qui est devenue actuellement un théâtre donnant sur le couloir principal. Il n'y avait pas de bloc sanitaire à cet étage qui ont remplacé les deux chapelles. Les infirmières avaient leurs chambres dans le bâtiment nord. 
La maison du médecin-directeur a un plan similaire sur trois niveaux et la toiture est dite « complexe ». Les moulures sont en brique jaune-rouge. Le bâtiment repose sur socle en pierre bleue, bordées par une moulure murale en pierre bleue et la corniche périphérique avec des cheminées. Les menuiseries d'origine ont été conservées, l'intérieur a été sobrement décoré avec un parquet en chêne, des moulures au plafond, des menuiseries intérieure ou encore des cheminées de style néo et art nouveau. 
À l'est se situe la maison du jardinier sur deux étages sous toiture et une dépendance avec un niveau qui était utilisé comme local de rangement et d'outils. Cependant ces bâtiments sont aujourd'hui inexploités. À l'est du domaine, se trouve une petite dépendance, la morgue, anciennement utilisée pour des autopsies et aujourd'hui occupée comme bureau ou atelier du docteur Dierckx.

## Valeurs patrimoniales
Les raisons justifiant la sélection en tant que bâtiment de valeur remarquable et universelle sont techniques, sociales, artistiques et esthétiques.

### Appréciation technique

#### Au niveau du plan
Le schéma du plan est très simple, ce qui permet une liaison entre le milieu du bâtiment et les extrémités. La maison du directeur est isolée du bâtiment principal, ce qui permet de ne pas être en contact avec les malades et de les surveiller de loin lors des cures. Les solariums sont disposées de part et d’autre du sanatorium et permettent un traitement par le soleil et par l’air frais venant de la vallée de Gasthuisbos. La conciergerie et la morgue était également à l’écart du bâtiment principal évitant le maximum de contact avec les tuberculeux.

#### Au niveau de la structure
La structure portante est composée de mur en béton avec un revêtement en brique, l’intervention datant de 1960 utilise des hourdis en béton précontraint pour les dalles du réfectoire arrondi. Il s’intègre assez bien à l’ensemble et renforce la symétrie, à tel point qu’il semble être là depuis le départ de la construction. Ensuite, un ensemble de poutrelles et poutres en béton armé, sont ajoutées à la même période en raison des nombreux percements réalisés dans le bâtiment principal.

### Appréciation sociale
Le sanatorium a reçu plusieurs fonctions durant son existence, tout d’abord en tant que sanatorium de 1909 à 1950. Il est devenu ensuite un centre médical pour les infections pulmonaires jusqu’en 1996 et depuis 1998, il fonctionne comme centre pour demandeur d’asile. C’est un lieu de mémoire mais qui se dégrade au fur et à mesure du temps dû à la non-occupation de la totalité du site mais aussi dû au non-entretien. Aujourd’hui le seul bâtiment occupé est le bâtiment principal mais le reste du complexe ne l’est plus. Ce bâtiment est un lieu de mémoire puisqu’il a été construit à la demande de Georges Brugmann qui a participé à la réalisation d’autres structures hospitalières comme l’hôpital de Brugmann, l’asile de vieillards de l’Église protestante et l’hospice des vieillards des Ursulines.

### Appréciation artistique et esthétique
De façon générale, l’une des particularités du bâtiment est la présence de la totalité du complexe, dont le sanatorium, la maison du directeur et la morgue qui nécessitent seulement un entretien et ensuite la maison du concierge et le local a machines qui sont dans un mauvais état et nécessitent des interventions plus conséquentes. Comme d’autres sanatoriums, il est symétrique et son plan est simple, le bâtiment est divisé en deux. Les chambres et les pièces des malades sont orientées au sud et l’autre moitié est occupée par les pièces destinées aux médecins et à l’occultation des patients. La façade est en très bon état, très claire, reposant sur un socle en pierre bleue. La façade en briques est rythmée par une ornementation en bois (chêne) peint en blanc, comme les autres édifices du complexe.

### Arguments justifiant le statut canonique (local, national, international) sont les suivants
Les sanatoriums étaient construits dans des lieux ayant deux qualités précises : des lieux entourés par une végétation abondante et qui sont isolés de la ville, pour éviter la pollution engendrée par les différentes activités. Dans le cas des sanatoriums pavillonnaires, ils étaient accompagnés d’autres bâtiments qui répondaient à leurs besoins, comme celui Alsemberg, n’ayant plus la centrale électrique ni son château d’eau (déplacé pour la ville). Il possède encore la maison du directeur, du jardinier et la morgue. C’est l’un des rares sanatoriums possédant encore son site et son complexe.

### Le bâtiment comme édifice de référence dans l'histoire de l'architecture, en relation avec des édifices comparables
Le sanatorium d’Alsemberg peut-être comparé à l’ancien sanatorium populaire de Waterloo - La Hulpe. En effet celui-ci, construit une dizaine d’années plus tard, évoque une ressemblance par son plan allongé et sa symétrie. Comme celui d'Alsemberg il possède deux ailes ainsi que les solariums exposé au sud (ici sur 2 étages).
Une comparaison peut aussi être faite avec l’ancien sanatorium des Pins, dit aussi Clinique du docteur Derscheid ou clinique de la forêt de Soignes. C'est le premier sanatorium populaire privé fondé en 1905 par le docteur Derscheid et l’Œuvre de la Tuberculose. Il était situé au cœur de la forêt de Soignes, à la limite de Waterloo, différents bâtiments disposés de manière lâche s’égrènent depuis l’unique chemin d’accès actuel via le ring de Bruxelles. On y retrouve également un plan pavillonnaire avec une conciergerie, en bandeaux de briques rouges et couverte d’une bâtière largement débordante de tuiles rouges, dans un style un peu rustique s’intégrant au mieux au milieu boisé. A proximité, l’habitation du directeur sur deux niveaux, construite en brique rouge et également couvert de deux bâtières débordantes en tuile rouge. On y voit de larges percements à arc segmentaire de briques et un décor de faux colombages.